# Basilius Bessarion

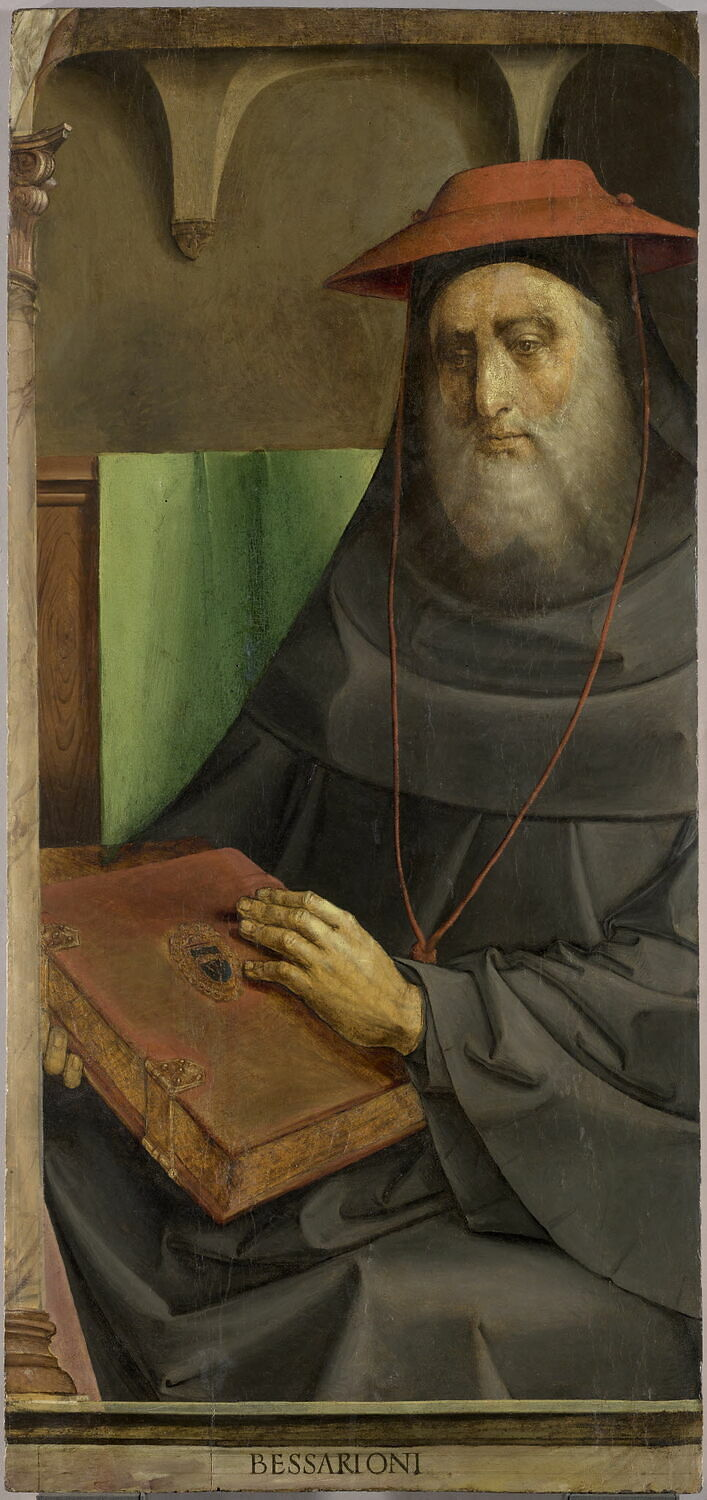
Justus van Gent, Bessarion jako kardinál (1476)

Basilius Bessarion (2. ledna 1403, Trapezunt – 18. listopadu 1472, Ravenna), před vstupem do řehole snad Johannes Bessarion, byl byzantský biskup, římský kardinál, filosof, učenec a církevní politik. Hlavní představitel snahy o sjednocení východní a západní církve před pádem Konstantinopole. V letech 1437 – 1440 nicejský arcibiskup, účastník řecké delegace na koncilu ve Florencii (1438–1439), od roku 1439 kardinál. 

Je po něm pojmenován kráter Bessarion na přivrácené straně Měsíce.
Po dobytí Konstantinopole Turky se přestěhoval do Itálie, kam se svými spolupracovníky přivezl množství kvalitních řeckých rukopisů, jejichž studium podnítilo italský renesanční humanismus. Zemřel v Ravenně a je pohřben v bazilice Dvanácti apoštolů v Římě.

## Život
Narodil se do chudé rodiny v Trapezuntu, černomořském přístavu dnes v severovýchodním Turecku, učitelé si však všimli jeho nadání a poslali ho na studia do Konstantinopole. Roku 1423 odcestoval na Peloponnés ke slavnému novoplatonikovi Gemistu Pléthónovi, kde absolvoval studium Artes liberales s důrazem na matematiku a astronomii a nadchl se pro Pléthónovo pojetí platónismu. Po návratu do Konstantinopole vstoupil do kláštera a patrně přijal jméno starověkého egyptského poustevníka Bessariona. Roku 1436 se stal opatem a roku 1437 ho byzantský císař Jan VIII. Paleologos ustanovil metropolitou v Nikaji. Císaře pak doprovázel na cestě do Itálie, kde chtěl císař získat vojenskou pomoc proti tureckému ohrožení. Prvním krokem mělo být odstranění tzv. východního schizmatu, rozštěpení křesťanské církve na východní (ortodoxní) a západní (katolickou) v roce 1438. Bessarion byl členem byzantské delegace na koncilu ve Florencii a vedl tu její část, která podporovala sjednocení. Z jeho spisů vyplývá, že nebyl veden politickým oportunismem svého císaře, ale upřímným přesvědčením, že římská církev byla blíž pravdě. 6. července 1439 četl ve florentské katedrále deklaraci řeckého sdružení církví ve prospěch sjednocení, za přítomnosti papeže Evžena IV. a císaře Jana. Po návratu do Řecka byl ostře kritizován odpůrci sjednocení, kdežto papeže si získal natolik, že ho 18. prosince 1439 jmenoval kardinálem.

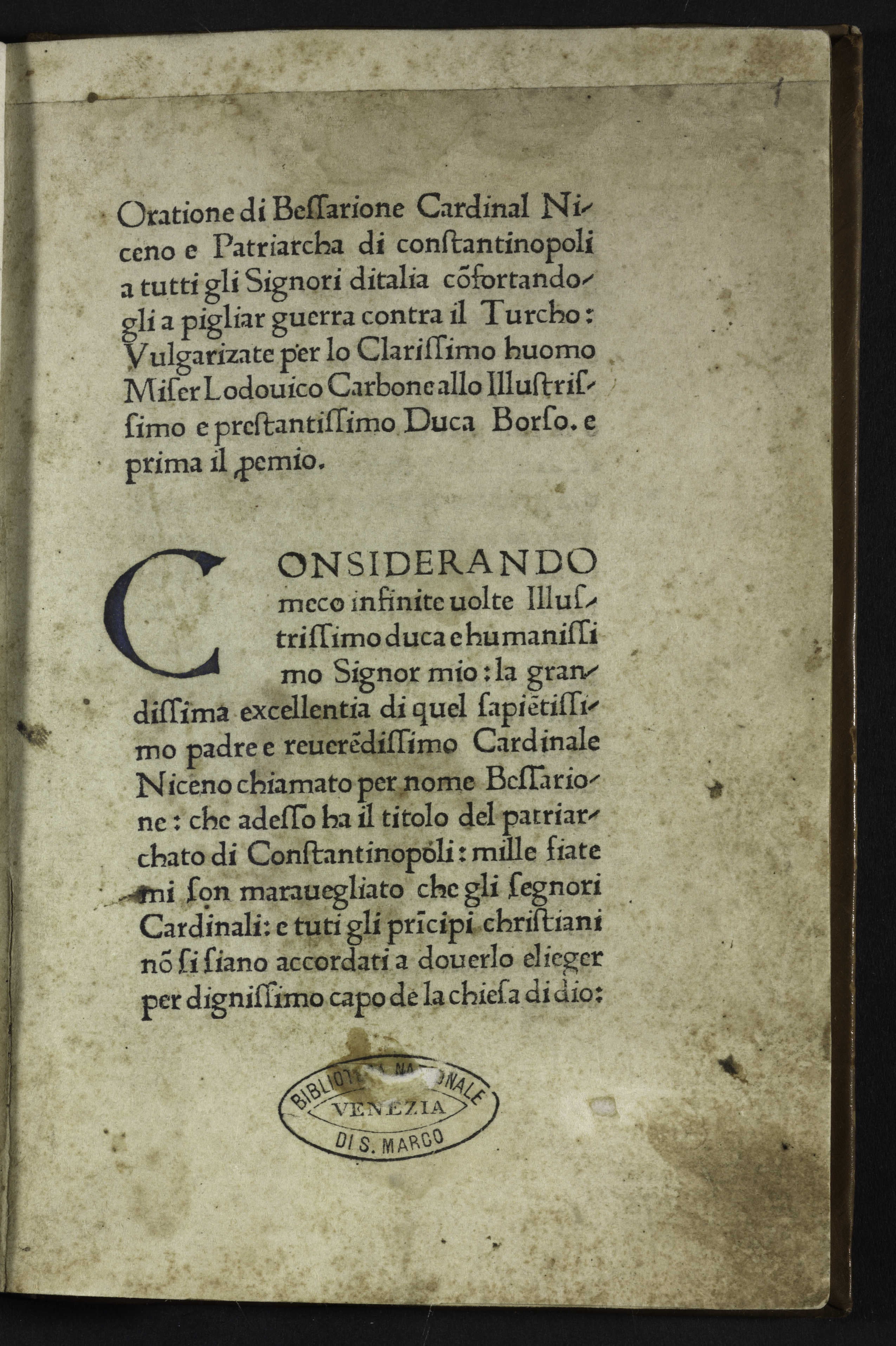
Epistolae et orationes, 1471

Bessarion se trvale přestěhoval do Itálie a se svými spolupracovníky přivezl velmi bohatou knihovnu kvalitních řeckých rukopisů starověkých filosofů i křesťanských teologů. V jeho římském sídle se scházeli řečtí učenci a uprchlíci, které kardinál podporoval, když jim dával knihy opisovat a překládat do latiny Platóna i Aristotela a mnoho dalších. Bránil a obhajoval rané humanisty, například německého matematika a astrologa Regiomontana nebo Mikuláše Kusánského, s nímž se velmi spřátelil.
Stal se postupně arcibiskupem v Sipontu a v příměstských diecézích v Sabině a ve Frascati. Při papežské volbě (konkláve) 1455 byl jedním z vážných kandidátů, protože jako Řek nebyl zapleten do boje italských frakcí Orsiniů a Colonnů. V letech 1450-1455 byl legátem v Bologni a sloužil i jako papežský diplomat v různých zemích, například roku 1471 u francouzského krále Ludvíka XI., kterého se marně snažil získat pro křížovou výpravu proti Turkům. Za tyto služby mu přítel Aeneas Silvius Piccolomini, papež Pius II., udělil formální titul latinského patriarchy v Konstantinopoli. Jako „první z kardinálů“ předsedal v roce 1464 po smrti Pia II. konkláve a dále v roce 1471 po smrti Pavla II. O rok později zemřel v Ravenně.

## Dílo
Bessarion patřil k největším učencům své doby. Sám přeložil Xenofontova Memorabilia a Aristotelovu Metafyziku a snažil se jeho učení smířit s Platónovým. Jeho nejvýznamnějším dílem je obhajoba platónské filosofie proti Jiřímu z Trapezuntu hájícímu filosofii aristolelovskou. Jejich spor podpořil vznik estetického idealismu, který zanechal hluboké stopy v soudobé poesii a přeměnil i celý ráz malířství: na místo podrobného realismu a naturalismu quattrocenta nastoupil zevšeobecňující idealismus cinquecenta.
Bessarion vydal také své listy a modlitby. V Benátkách, kterým odkázal svou knihovnu se 482 řeckými a 264 latinskými rukopisy, tím založil dóžecí knihovnu Marciana. Díky Bessarionovi se zachoval jediný exemplář spisu Bibliotheca, bohatého pramene o řecké mytologii, a řada dalších děl.